# Renealmia dewevrei
Renealmia dewevrei är en enhjärtbladig växtart som beskrevs av De Wild. och Théophile Alexis Durand. Renealmia dewevrei ingår i släktet Renealmia och familjen Zingiberaceae.
Artens utbredningsområde är Kongo-Kinshasa. Inga underarter finns listade i Catalogue of Life.